# Hnativka, Dobrovelîcikivka
Hnativka (în ucraineană Гнатівка) este localitatea de reședință a comunei Hnativka din raionul Dobrovelîcikivka, regiunea Kirovohrad, Ucraina.

## Demografie
Componența lingvistică a localității Hnativka
     Ucraineană (97,66%)
     Rusă (1,34%)
     Alte limbi (1%)
Conform recensământului din 2001, majoritatea populației localității Hnativka era vorbitoare de ucraineană (97,66%), existând în minoritate și vorbitori de rusă (1,34%).